# Steve McCrory
Steven D. „Steve” McCrory (ur. 13 kwietnia 1964 w Detroit, zm. 1 sierpnia 2000 tamże) – amerykański bokser wagi muszej i junior piórkowej. W 1983 roku w Caracas zdobył brązowy medal igrzysk panamerykańskich. Rok później na letnich igrzyskach olimpijskich w Los Angeles zdobył złoty medal. W tym samym roku przeszedł na zawodowstwo. Pierwszej porażki doznał w trzynastej walce.

## Kariera zawodowa
Pierwszą zawodową walkę stoczył 18 października 1984. Jego przeciwnikiem był Jeff Hanna. Walkę wygrał przez nokaut w 4 rundzie. Wygrał także kolejnych 11 pojedynków. Pierwszej porażki doznał 18 lipca 1986 w 14 rundzie przez nokaut z Jeffem Fenechem. Przegrał także następny pojedynek z Jose Sanabrią. Po drugiej porażce wygrał kolejnych 17 pojedynków. W latach 1989–1991 stoczył 5 pojedynków, z których 3 przegrał. Karierę zakończył w 1991 roku po porażkach z Jesse Jamesem Leiją i Stephanem Haccounem.